# 長崎隧道 (長崎本線)

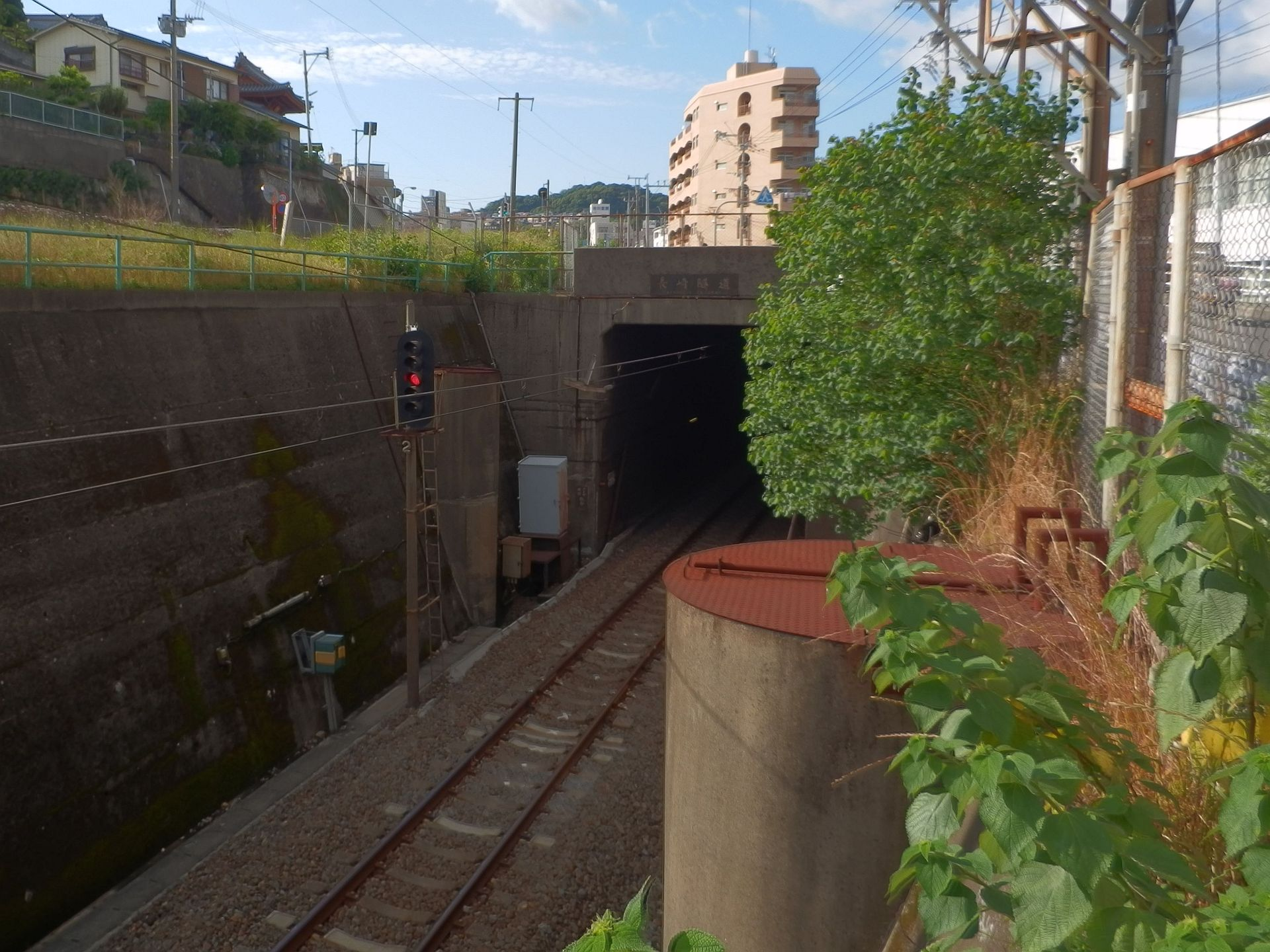
長崎側隧道口

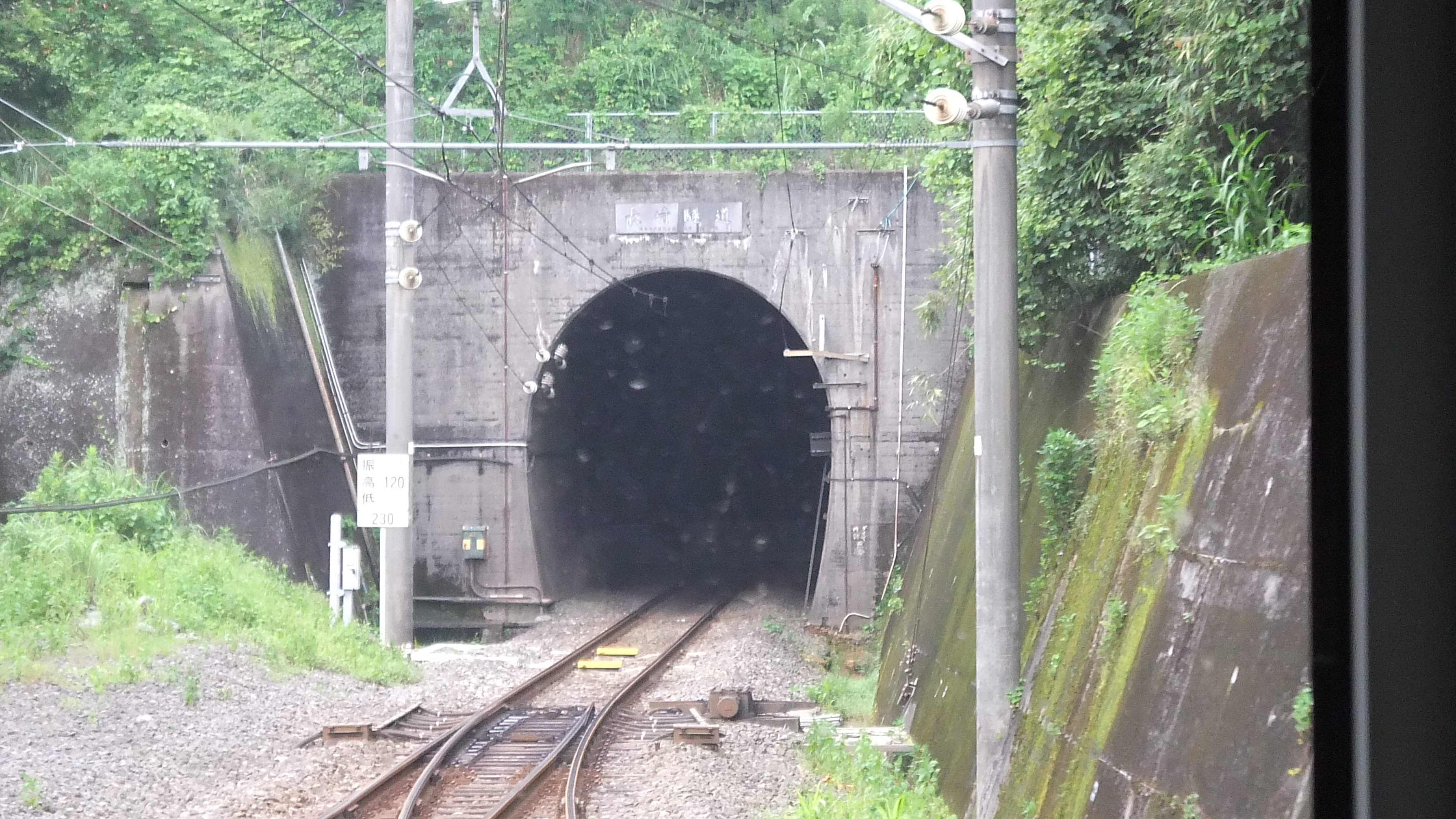
諫早側隧道口

長崎隧道（日语：／）是JR九州运营的長崎本線上的单洞单线铁路隧道，位于长崎县長崎市的現川站至浦上站区间，全长6,173（3.84英里），1972年通车，是长崎本线上最长的隧道，也是九州地区最长的普速铁路隧道（但新干线上有更长的隧道，如新關門隧道）。